# Seeramsmühle
Seeramsmühle (fränkisch: Särrmazmühl) ist ein Gemeindeteil des Marktes Geiselwind im unterfränkischen Landkreis Kitzingen. Seeramsmühle liegt in der Gemarkung Wasserberndorf. Südlich der Seeramsmühle lag die ehemalige Siedlung Seeram. Die Mühle gilt als der letzte Überrest der Wüstung.

## Geografische Lage
Der Weiler liegt am linken Ufer der Reichen Ebrach. Eine Gemeindeverbindungsstraße führt 1,8 km östlich nach Heuchelheim bzw. unmittelbar nördlich zur Staatsstraße 2260, die nach Wasserberndorf (1,2 km westlich) bzw. nach Aschbach verläuft (1,6 km östlich).

## Geschichte
Erstmals erwähnt wurde die Mühle im Jahr 1432. Damals musste „Serheim die mule“ an die Pfarrei Geiselwind zinsen. Im Jahr 1471 erwarb Sigmund von Crailsheim von Magdalena vom Berg, Witwe des Kartausestifter Balthasar Fere vom Berg, einige Wiesen unter der „muln zu Sehramb“. Die Mühle blieb bei den Herren von Vestenberg, Magdalena entstammte diesem Geschlecht. So überließ 1505 Eucharius von Vestenberg seinen Vettern die „Muln zu Serheym“.
Auch die Grafen zu Castell waren um die Mühle begütert. Die Grafen verliehen ihre Besitzungen häufig an unterschiedliche Lehensträger. So vergab man im Jahr 1585 einige Feldlehen und das „Fischwasser an der Seramsmühl“. Wahrscheinlich saß zu diesem Zeitpunkt der Müller Hans Öttinger als Bestandsmüller auf der Mühle. Er ist 1587 urkundlich greifbar. Die Mühle war im 17. Jahrhundert Teil der Zent Burghaslach. Während des Dreißigjährigen Krieges wurde das Dorf Seeram verwüstet, nur die Mühle blieb bestehen. Nachdem in der zweiten Hälfte des 17. Jahrhunderts einige Anstrengungen gemacht worden waren, das Dorf wieder zu besiedeln, errichtete man in unmittelbarer Nähe der Mühle zwei Häuser. Der Wiederaufbau scheiterte allerdings und 1681 waren die Herren von Pölnitz und Aschbach für die Mühle verantwortlich.
Mit dem Gemeindeedikt (frühes 19. Jahrhundert) wurde Seeramsmühle dem Steuerdistrikt Münchhof und der Ruralgemeinde Wasserberndorf zugeordnet. 1833 hatte die Anlage insgesamt drei Mahlgänge und einen Schneidgang. 1846 ist mit Georg Friedrich Hahn ein Müller nachgewiesen.
Im Zuge der Gebietsreform in Bayern wurde Seeramsmühle am 1. Januar 1972 nach Geiselwind eingegliedert.

### Ehemalige Baudenkmäler
- Mühle. Zweigeschossiger verputzter Massivbau von sechs zu vier Achsen; Obergeschoss und Satteldach wohl erst um 1900. Im Keilstein des profilierten steinernen Türrahmens bezeichnet „JH / 1843“. Die beiden Türflügel sind geschnitzt, Anfang des 19. Jahrhunderts; die je drei Rechteckfelder mit Rosetten unten, Blütensternen um die Knäufe und Rippen oben.[10]
- Felsenkeller unweit nördliche der Mühle, 19. Jahrhundert.[10]

### Einwohnerentwicklung
| Jahr      | 001818 | 001836 | 001840 | 001861 | 001871 | 001885 | 001900 | 001925 | 001950 | 001961 | 001970 | 001987 |
| Einwohner | 6      | 8      | 8      | *      | 20     | 17     | 26     | 21     | 21     | 20     | 13     | 25     |
| Häuser    | 1      | 1      | 1      |        |        | 2      | 3      | 4      | 3      | 4      |        | 3      |
| Quelle    | [ 7 ]  | [ 12 ] | [ 13 ] | [ 14 ] | [ 15 ] | [ 16 ] | [ 17 ] | [ 18 ] | [ 19 ] | [ 20 ] | [ 21 ] | [ 1 ]  |

## Religion
Seeramsmühle ist evangelisch-lutherisch geprägt und war ursprünglich nach Rehweiler gepfarrt, seit den 1870er Jahren ist die Pfarrei St. Laurentius (Aschbach) zuständig.